# Kasemetsa
Kasemetsa is een plaats in de Estlandse gemeente Saku, provincie Harjumaa. De plaats heeft de status van dorp (Estisch: küla).
Kasemetsa heeft een station aan de spoorlijn Tallinn - Viljandi.

## Bevolking
Het dorp had 307 inwoners op 31 december 2011 en 536 inwoners op 31 december 2021.